# Yoakum, Texas
Yoakum là một thành phố thuộc quận Lavaca, tiểu bang Texas, Hoa Kỳ. Năm 2010, dân số của xã này là 5815 người.

## Dân số
- Dân số năm 2000: 5731 người.
- Dân số năm 2010: 5815 người.